# Vu Hồng
Vu Hồng (tiếng Trung: 于洪区, Hán Việt: Vu Hồng khu) là một quận của thành phố Thẩm Dương (沈阳市), tỉnh Liêu Ninh, Cộng hòa Nhân dân Trung Hoa. Vu Hồng có diện tích 61,5 km2, dân số 610.000 người, mã số bưu chính 110024. Quận Vu Hồng được chia ra thành có 9 nhai đạo, 7 trấn, 3 hương và 1 hương dân tộc.